# 天秤座26
天秤座26，又名BD-17 4285，HD 135230、SAO 159122、HR 5662，是天秤座的一颗恒星，视星等为6.17，位于銀經344.68，銀緯33.26，其B1900.0坐标为赤經15h 8m 55s，赤緯-17° 33.26′ 42″。